# Józef Rażniewski
Józef Leon Rażniewski, (Raźniewski) (ur. 16 lutego 1883 we Wrzesinach, powiat łaski, zm. 2 grudnia 1942 w Dachau) – polski działacz społeczny, inżynier górnik.

## Życiorys
Był synem Franciszka Ksawerego (ziemianina) i Julii Karoliny ze Stokowskich. Ukończył gimnazjum w Kaliszu, następnie studiował w Warszawskim Instytucie Politechnicznym i Akademii Górniczej w Leoben (ukończył studia w 1910). Był członkiem Ligi Narodowej. Pracował w kopalni "Flora" w Dąbrowie Górniczej, od 1920 w kopalni "Saturn" w Czeladzi; doszedł do stanowiska dyrektora technicznego Towarzystwa Górniczo-Przemysłowego "Saturn". Wprowadził w kopalni "Saturn" liczne unowocześnienia technologiczne, prowadził także aktywną działalność społeczną. W 1925 zainicjował przy kopalni działalność Zjednoczenia Zawodowego „Praca Polska”; organizacja ta, zwalczająca lewicowy ruch robotniczy, zyskała z czasem zasięg ogólnokrajowy. Rażniewski propagował zakładanie pracowniczych ogródków działkowych, sklepów spółdzielczych, ogródków jordanowskich, a także wczasy robotnicze. 
Aresztowany w kwietniu 1940 przez gestapo, zmarł w obozie koncentracyjnym w Dachau. Był dwukrotnie żonaty (z Jadwigą z Gumińskich i Marią z Raykowskich, I voto Krodkiewską), miał dwie córki z pierwszego małżeństwa (Bożennę, zmarłą w czasie powstania warszawskiego i Hannę, po mężu Sławińską). Inżynierem górnikiem był również jego stryjeczny brat Stanisław Rażniewski.